# Hollinellidae
De Hollinellidae zijn een familie van uitgestorven kreeftachtigen uit de klasse van de Ostracoda (mosselkreeftjes).

## Geslachten
- Abortivelum Berdan & Copeland, 1973 †
- Adelphobolbina Stover, 1956 †
- Gortanella Ruggieri, 1966 †
- Hollinella Coryell, 1928 †
- Miraculohollinella Nang, 1989 †
- Parahollinella Zalanyi, 1974 †
- Parahollinella Wei, 1983 †
- Rectohollinella Wei, 1988 †